# Mordecai Bartley

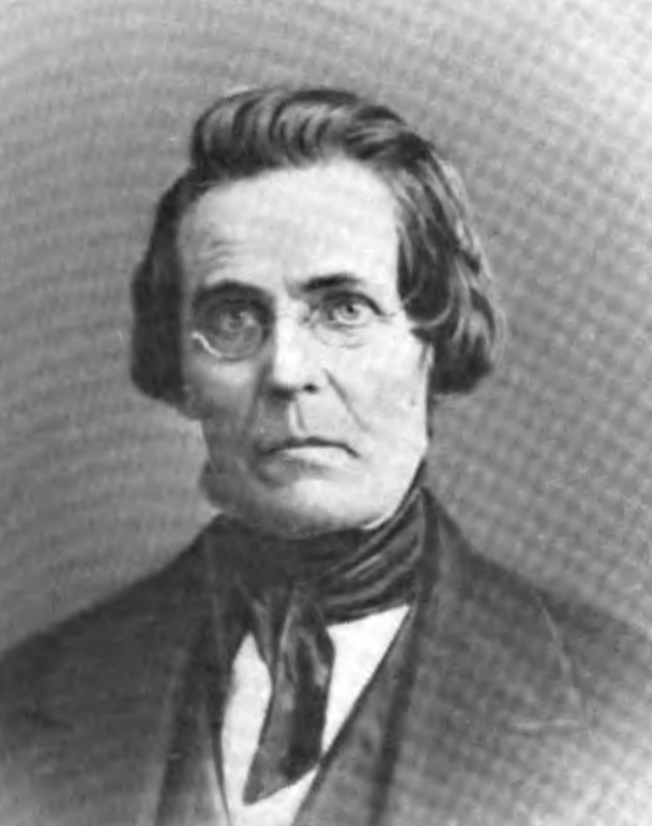
Mordecai Bartley

Mordecai Bartley (* 16. Dezember 1783 im Fayette County, Pennsylvania; † 10. Oktober 1870 in Mansfield, Ohio) war ein US-amerikanischer Politiker und von 1844 bis 1846 der 18. Gouverneur des Bundesstaates Ohio.

## Frühe Jahre und politischer Aufstieg
Mordecai Bartley besuchte die örtlichen Schulen seiner Heimat. Um das Jahr 1809 zog er nach Mansfield in Ohio, wo er als Händler und Farmer tätig wurde. Während des Britisch-Amerikanischen Krieges von 1812 diente er zeitweise im Stab von General William Henry Harrison. Nach dem Krieg ging er weiter seinen geschäftlichen Interessen nach. Ab 1817 war er auch politisch aktiv. Damals wurde er in den Senat von Ohio gewählt, in dem er bis 1818 verblieb. Zwischen 1818 und 1823 war er Verwalter der Schulgrundstücke in seinem Heimatbezirk. Von 1823 bis 1831 vertrat er seinen Staat im US-Repräsentantenhaus in Washington.
Zwischen 1831 und 1844 widmete sich Bartley mehr seinen privaten Geschäften. Politisch war er ein Gegner von Andrew Jackson und dessen Demokratischer Partei. Daher war er Mitglied der Whigs. Sein Sohn Thomas, der ebenfalls in Ohio politisch aktiv war, gehörte den Demokraten an. Im Jahr 1844 wurde Thomas Bartley, der damals Senatspräsident war, durch den Rücktritt von Amtsinhaber Wilson Shannon Gouverneur von Ohio. Bei den in diesem Jahr anstehenden Gouverneurswahlen wurde Mordecai Bartley von den Whigs als deren Spitzenkandidat nominiert. Beinahe wäre es dabei zu einem Wahlkampf zwischen Vater und Sohn gekommen, aber Thomas Bartley verfehlte die demokratische Nominierung knapp. Mordecai Bartley schaffte den Wahlsieg und wurde als neuer Gouverneur Nachfolger seines Sohnes, eine in Ohio bis heute einmalige Konstellation.

## Gouverneur von Ohio
Mordecai Bartley trat sein neues Amt am 3. Dezember 1844 an. In seiner zweijährigen Amtszeit wurden das Bankensystem und das Steuerrecht des Staates reformiert. Der Ausbruch des Mexikanisch-Amerikanischen Krieges im Jahr 1846 brachte Bartley in eine schwierige Lage. Er war persönlich ein Gegner des Krieges. Nach Ausbruch des Krieges unterstützte er aber die Bundesregierung unter Präsident James K. Polk und sorgte für die Erfüllung der Ohio zugedachten Quoten an Soldaten.
Bartley lehnte im Jahr 1846 eine erneute Kandidatur ab, zog sich nach dem Ende seiner Amtszeit aus der Politik zurück und zog nach Mansfield, wo er bis zu seinem Tod im Jahr 1870 seinen geschäftlichen Interessen nachging. Er war mit Elizabeth Welles verheiratet, mit der er den erwähnten Sohn Thomas hatte.